# Аронин, Владимир Сахнович
Влади́мир Са́хнович Аро́нин (14 июня 1941 — 30 июля 2012, Москва) — советский и российский художник кино, иллюстратор, заслуженный художник Российской Федерации (2001), лауреат двух Государственных премий Российской Федерации (1995, 1999).

## Биография
Выпускник Московского художественного училища памяти 1905 года (1964), окончил художественное отделение ВГИКа в 1969 году (мастерская Г. А. Мясникова и М. А. Богданова). Дебютировал в качестве художника-постановщика на киностудии «Беларусьфильм» («Пятёрка отважных»). В 1970 году принят на киностудию «Мосфильм».
Член Союза кинематографистов СССР (Москва).
Скончался 30 июля 2012 года в Москве. Похоронен на Троекуровском кладбище.

## Фильмография
- 2011 — Утомлённые солнцем 2: Цитадель
- 2011 — Лето волков
- 2010 — Утомлённые солнцем 2: Предстояние
- 2010 — Побег
- 2008 — «Тайны дворцовых переворотов»
- 2007 — Внук космонавта
- 2005 — Статский советник
- 2004 — Полный вперёд!
- 2004 — Папа
- 2002 — Займёмся любовью
- 2001 — На углу у Патриарших-2
- 2001 — Гражданин начальник
- 2000 — Фортуна
- 1999 — Мама
- 1998 — Сибирский цирюльник
- 1998 — Незнакомое оружие, или Крестоносец-2
- 1996 — Линия жизни (Франция, Россия)
- 1995 — Музыка для декабря
- 1994 — Утомлённые солнцем (совместно с А. Самулекиным)
- 1992 — Прорва (Россия, Франция)
- 1991 — Виват, гардемарины!
- 1990 — Под северным сиянием (СССР, Япония)
- 1990 — Автостоп
- 1988 — Трагедия в стиле рок
- 1986 — Борис Годунов
- 1983 — Молодость, выпуск 5-й (киноальманах)
- 1983 — Золотые рыбки
- 1983 — Лунная радуга
- 1982 — Сказки… сказки… сказки старого Арбата
- 1981 — Звездопад
- 1980 — Не стреляйте в белых лебедей
- 1979 — Взлёт
- 1977 — Позови меня в даль светлую
- 1976 — Солнце, снова солнце
- 1975 — На ясный огонь
- 1974 — Если хочешь быть счастливым

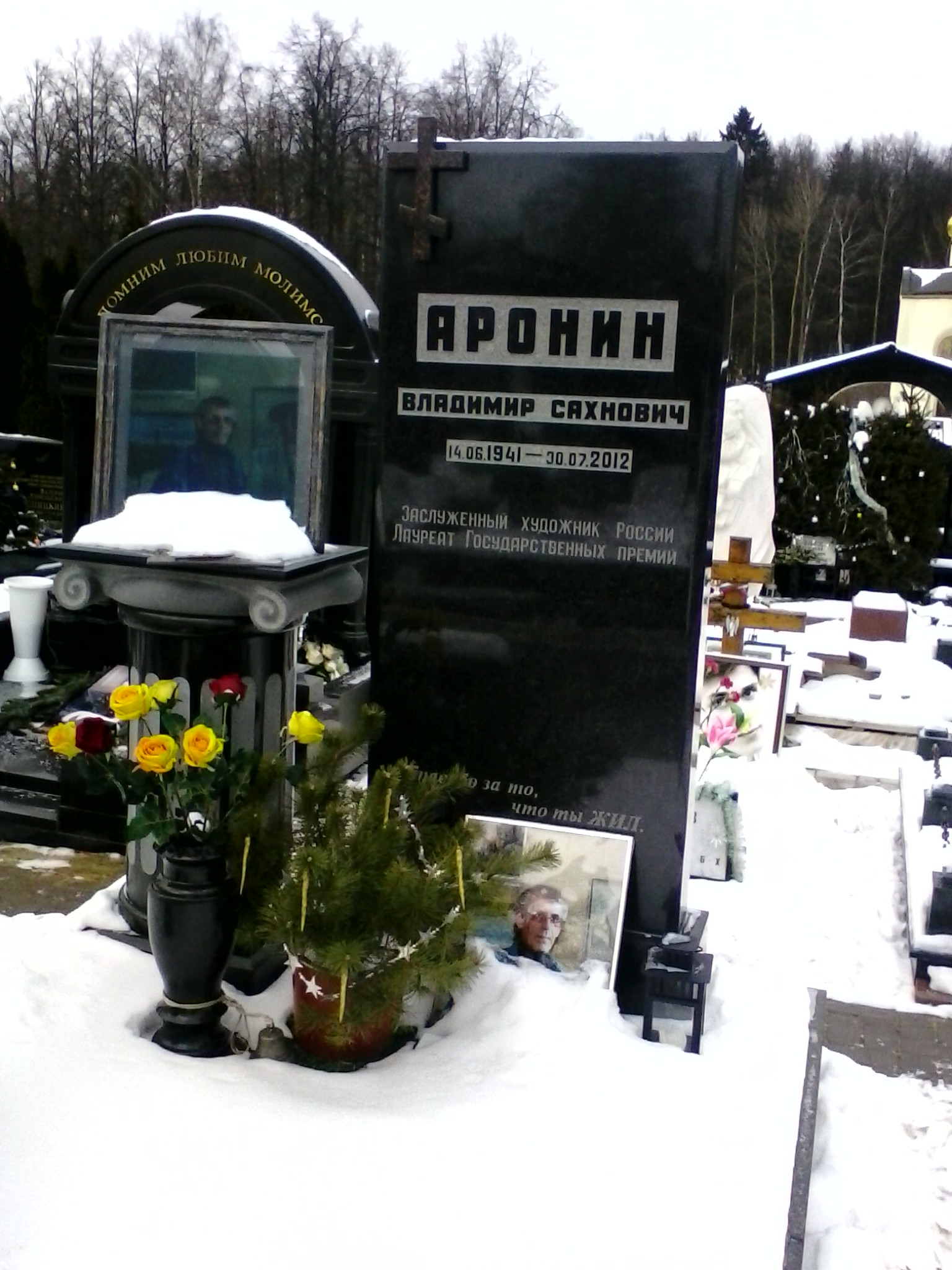
Могила В. С. Аронина на Троекуровском кладбище

- 1972 — Командир счастливой «Щуки»
- 1970 — Пятёрка отважных

## Награды и премии
- орден Трудового Красного Знамени (22 августа 1986)[источник не указан 1051 день]
- Государственная премия Российской Федерации (1995) — за работу над фильмом «Утомлённые солнцем» (1994)[3]
- Государственная премия Российской Федерации (1999) — за работу над фильмом «Сибирский цирюльник» (1998)[3]
- Заслуженный художник Российской Федерации (15 января 2001)
- номинация на премию «Ника» (2002)[источник не указан 1051 день]
- премия «Золотой орёл» (2004)[источник не указан 1051 день]